# Ferdinand Kiefler
Ferdinand Kiefler, avstrijski rokometaš, * 4. avgust 1913, † 13. januar 1945.
Leta 1936 je na poletnih olimpijskih igrah v Berlinu v sestavi avstrijske rokometne reprezentance osvojil srebrno olimpijsko medaljo.